# گاستون تائومنت
گاستون تائومنت (هلندی: Gaston Taument؛ زادهٔ ۱ اکتبر ۱۹۷۰) یک بازیکن فوتبال اهل هلند است.

## تیم ملی
وی همچنین در تیم ملی فوتبال هلند بازی کرده است.